# Dodekaedar
Dodekaedar je geometrijsko tijelo omeđeno s dvanaest ploha koje imaju oblik peterokuta i raspoređene su tako da tijelo ima trideset bridova i dvadeset vrhova. Pravilni dodekaedar kod kojega su sve strane jednakostranični peterokuti je jedan od pet pravilnih poliedara.